# Пасош Словеније
Пасош Републике Словеније (словен. Potni list Republike Slovenije) је јавна путна исправа која се држављанину Словеније издаје за путовање и боравак у иностранству, као и за повратак у земљу.
За време боравка у иностранству, путна исправа служи њеном имаоцу за доказивање идентитета и као доказ о држављанству Републике Словеније.
Словенија је потписница Шенгена и према томе словеначки грађани могу да путују на територији Европске уније само са личном картом.
Словеначка лична карта може да се користи и за путовање у Норвешку, Исланд, Лихтенштајн, Хрватску Србију, Црну Гору, Босну и Херцеговину, Швајцарску, Северну Македонију и Албанију.

## Страница са идентификационим подацима
- Тип ('' за пасош)
- Код државе
- Серијски број пасоша
- Презиме и име носиоца пасоша
- Држављанство
- Датум рођења (ДД. ММ. ГГГГ)
- Пол ( за мушкарце или Ž / F за жене)
- Место и држава рођења
- Пребивалиште
- Издат од (назив полицијске управе која је издала документ)
- Датум издавања (ДД. ММ. ГГГГ)
- Датум истека (ДД. ММ. ГГГГ)
- Потпис и фотографију носиоца пасоша